# Grand Prix de Fourmies 2019
Il Grand Prix de Fourmies 2019, ottantasettesima edizione della corsa e valevole come evento dell'UCI Europe Tour 2019 categoria 1.HC, si è svolta l'8 settembre 2019 su per un percorso di 205 km, con partenza e arrivo a Fourmies, in Francia. La vittoria è stata appannaggio del tedesco Pascal Ackermann, il quale ha completato il percorso in 4h46'29", alla media di 42,934 km/h, precedendo il belga Jasper Philipsen e l'olandese Boy van Poppel.
Sul traguardo di Fourmies 143 ciclisti, su 165 partenti, hanno portato a termine la competizione.

## Squadre e corridori partecipanti
| N.      | Cod. | Squadra                    |
| ------- | ---- | -------------------------- |
| 1-7     | BOH  | Bora-Hansgrohe             |
| 11-17   | AST  | Astana Pro Team            |
| 21-27   | UAD  | UAE Team Emirates          |
| 31-37   | GFC  | Groupama-FDJ               |
| 41-47   | TFS  | Trek-Segafredo             |
| 51-57   | ALM  | AG2R La Mondiale           |
| 61-67   | WGG  | Wanty-Gobert Cycling Team  |
| 71-77   | TDE  | Total Direct Énergie       |
| 81-87   | COF  | Cofidis, Solutions Crédits |
| 91-97   | ICA  | Israel Cycling Academy     |
| 101-107 | WVA  | Wallonie Bruxelles         |
| 111-117 | VCB  | Vital Concept-B&B Hotels   |

| N.      | Cod. | Squadra                         |
| ------- | ---- | ------------------------------- |
| 121-127 | PCB  | Team Arkéa-Samsic               |
| 131-137 | ROC  | Roompot-Charles                 |
| 141-147 | NSK  | Neri Sottoli Selle Italia KTM   |
| 151-157 | NIP  | Nippo-Vini Fantini-Faizanè      |
| 161-167 | DMP  | Delko Marseille Provence        |
| 171-177 | SVB  | Sport Vlaanderen-Baloise        |
| 181-187 | GAZ  | Gazprom-RusVelo                 |
| 191-197 | AUB  | St Michel-Auber 93              |
| 201-207 | AMO  | Amore & Vita-Prodir             |
| 211-217 | NRL  | Natura4Ever-Roubaix-Lille Métr. |
| 221-227 | IAM  | IAM Excelsior                   |
| 231-237 | TNN  | Team Novo Nordisk               |

## Ordine d'arrivo (Top 10)
| Pos. | Corridore        | Squadra     | Tempo    |
| ---- | ---------------- | ----------- | -------- |
| 1    | Pascal Ackermann | Bora        | 4h46'29" |
| 2    | Jasper Philipsen | UAE         | s.t.     |
| 3    | Boy van Poppel   | Roompot     | s.t.     |
| 4    | Edwin Ávila      | Israel      | s.t.     |
| 5    | Pierre Barbier   | Natura4Ever | s.t.     |
| 6    | Jasper Stuyven   | Trek        | s.t.     |
| 7    | Imerio Cima      | Nippo       | s.t.     |
| 8    | Amaury Capiot    | Sport Vl.   | s.t.     |
| 9    | Julien Duval     | AG2R        | a 3"     |
| 10   | Hugo Hofstetter  | Cofidis     | s.t.     |